# Prehistòria de Portugal

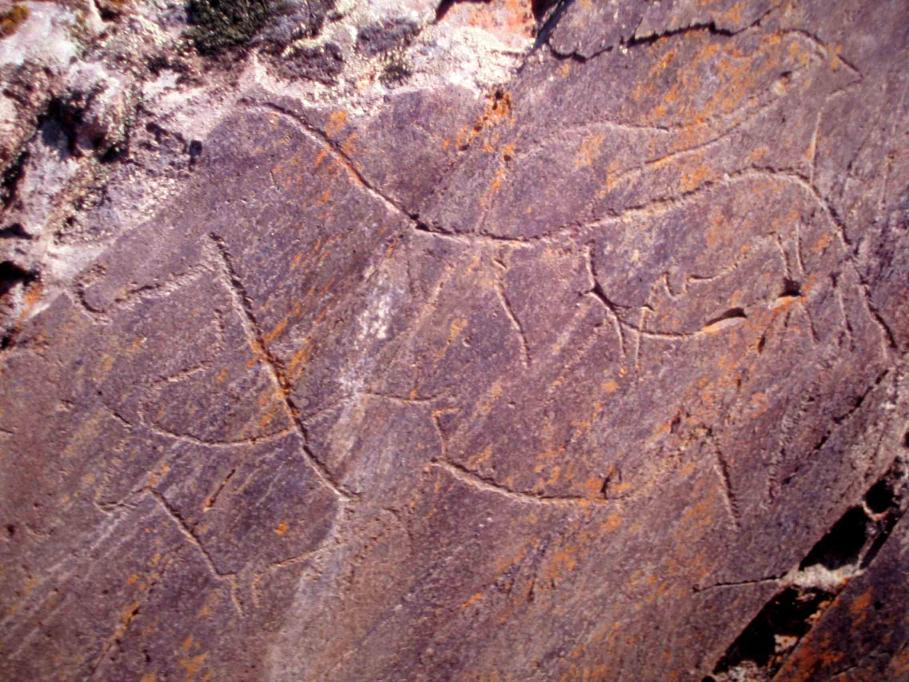
Gravat d'un cavall (al centre) i dues cabres (a baix a l'esquerra i a dalt a la dreta) a la vall del Côa.

La prehistòria de Portugal comprén des de la presència humana en aquesta part de la península Ibèrica fins a la invasió romana entre els s. III i I ae.

## Paleolític
La zona del Baix Tajo mostra petjades d'haver estat habitada durant la major part del Paleolític, i es relaciona culturalment amb els veïns de la Cornisa Cantàbrica i de la Mediterrània. En la darrera fase (epipaleolític) estan més connectats amb els habitants de l'Est de la península (microlitisme geomètric d'origen tardenoisià).

## Neolític
El primerenc i anòmal neolític andalús influeix més a Portugal que la cultura mediterrània de la ceràmica cardial. Molt ràpidament, però, la gent del sud i centre de Portugal, així com de la veïna Extremadura, donen començament a l'important fenomen cultural de la prehistòria europea: el megalitisme. Els prehistoriadors portuguesos defensen dates tan primerenques per a l'inici d'aquest fenomen com el 4800 ae, i al seu equivalent bretó la de 3800 ae, sensiblement més tardana. En qualsevol cas, entre 3500 i 3000 aeaquest fenomen cultural té una expansió generalitzada entre els pobles de la costa atlàntica.
Des del 3000 ae es detecta també a Portugal i Andalusia l'aparició de nous tipus de coves artificials i tolos. Els historiadors han tractat d'atribuir l'origen d'aquestes innovacions a influxos provinents de l'Orient Pròxim, per l'Egeu. Les datacions, però, són insistentment més primerenques per a aquests tipus de construccions funeràries a la península Ibèrica que a la mar Egea. És molt probable que les coves artificials siguen d'origen autòcton, i n'hi ha encara seriosos dubtes respecte als tolos, que tenen una llarga tradició oriental prèvia.

## Eneolític

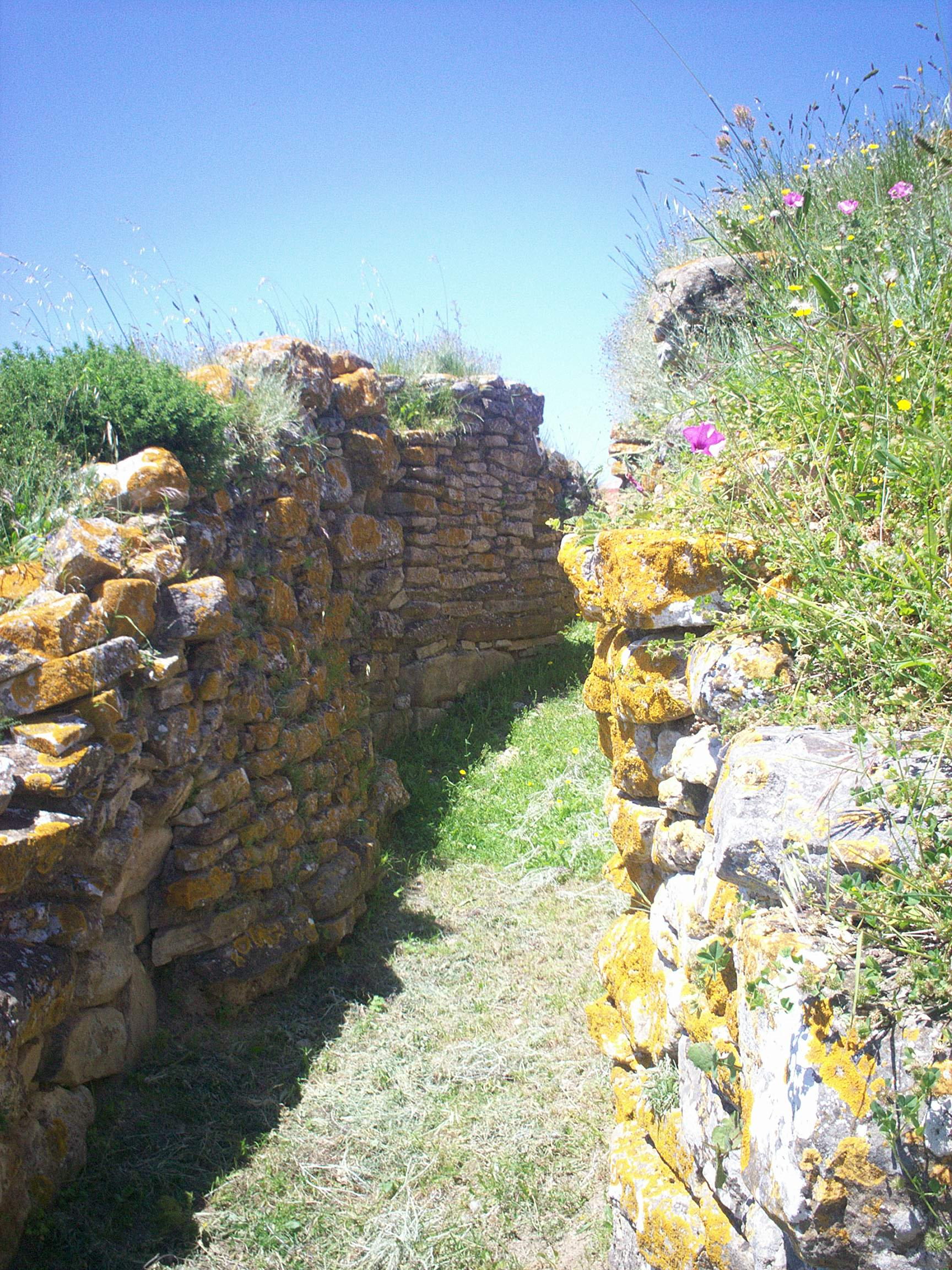
Accés al nucli central del castre de Zambujal

L'Eneolític es desenvolupa a la zona cap al 2600 ae, quan apareix la primera civilització portuguesa a la regió d'Estremadura (Lisboa i rodalia): la cultura de Vila Nova, contemporània de Los Millares (Almeria), que continua amb la tradició megalítica però, a més, construeix imposants ciutats fortificades, i la més important n'és Zambujal.

## Edat del bronze
L'edat del bronze comença al 2300 ae i és quan s'estén des d'Europa Central el fenomen cultural del vas campaniforme, generalment interpretat com l'expansió d'un col·lectiu mercantil. A partir del 2100 ae aquest hipotètic primer gremi europeu sembla establir la seu a Vila Nova, des d'on estén el seu influx fins al sud de l'actual estat francés. Després del 1900 ae el centre de la cultura del vas campaniforme retorna a l'actual República Txeca, mentre que a la península Ibèrica sofreix un procés de descentralització, que sembla denotar-ne el declivi.
Aquest declivi es veurà més clar quan, un segle més tard, la molt vinculada cultura ibèrica de Los Millares se substituïsca per la cultura d'El Argar. Ambdues civilitzacions semblen separar-se i competir, i això es palesa perquè Vila Nova està al marge de la nova tecnologia del bronze. Al sud de Portugal, però, apareix un grup mal definit que domina el bronze i practica enterraments en cista, a més d'alguns monuments funeraris coneguts com a "grabsystem".
A part d'aquest grup meridional, el bronze arribarà a Portugal cap a 1300 ae, possiblement des de les Illes Britàniques. Desapareixen llavors les fortificacions i s'observa en tota la zona central portuguesa una cultura caracteritzada per la ceràmica brunyida externament (oposada a la seua contemporània andalusa, brunyida a la part interna). El nord de Portugal i Galícia semblen haver estat colonitzats en aquesta època, possiblement per les seues riqueses en estany. Aquesta Galícia prehistòrica destaca per les abundants armes de bronze i pot haver tingut un paper important en les comunicacions amb les Illes Britàniques i altres zones d'Europa occidental.

## Edat del ferro
Cap al 700 ae els celtes, posseïdors del secret del ferro, que fins llavors havien romàs a l'entorn de l'Ebre, avancen sobre l'altiplà ibèric i arriben a Portugal, excepte a les comarques del sud. Posteriorment, el territori portugués passarà a mans de l'Imperi romà (vegeu Lusitània i Gal·lècia).